# Tanja Padutsch
Tanja Padutsch (* 16. Oktober 1993) ist eine deutsche Handballspielerin.

## Karriere
Tanja Padutsch begann das Handballspielen beim SV Remsalden. Im Jahre 2006 wechselte sie zum SG Schorndorf. Dort lief die Linkshänderin bis 2012 im Jugendbereich sowie in der Saison 2009/10 für die Damenmannschaft in der Oberliga Baden-Württemberg auf. Ab 2010 spielte Padutsch beim Drittligisten VfL Waiblingen. Ab 2012 spielte die 1,64 Meter große Rechtsaußen beim Bundesligisten TuS Metzingen, lief aber aufgrund eines Zweitspielrechts weiterhin auch für den VfL auf. Im Sommer 2014 wechselte sie zum TV Nellingen. Padutsch kehrte zur Saison 2019/20 zum VfL Waiblingen zurück. Im Sommer 2021 schloss sie sich dem Zweitligisten SG H2Ku Herrenberg an.